# Enrico II Del Carretto
Enrico II Del Carretto (Savona, 1170 circa – Finale Ligure, 1231 circa) è stato un nobile italiano di stirpe franca, discendente dalla dinastia degli Aleramici attraverso i Marchesi Del Vasto; fu marchese di Finale dal 1185 fino alla sua morte.

## Biografia
Figlio di Enrico I Del Carretto e di Beatrice del Monferrato, è stato il secondo di quattro figli. Suoi fratelli furono Ottone (*~1160 †~1240), da cui discendono la linea dei marchesi di Santa Giulia di Dego e il ramo dei "Del Carretto di Ponti e Sessame"; Isabella (*? †1191); e i due vescovi di Savona Ambrogio (*1170 †1192) e Bonifacio I (*1172 †1224).
Nel contesto storico della marca di Enrico I, emergono le prime tracce di un nobile medievale, il cui nome è legato agli atti firmati insieme a suo padre e suo fratello Ottone. Questi documenti, risalenti al 1179 e 1181, attestano il riconoscimento di diritti ai Comuni di Savona e Noli. La sua carriera prende avvio nel 1182 con il giuramento alla "Compagna" di Genova, segnando il suo impegno nell'esercito comunale.
Dopo la morte del padre tra il 1184 e il 1186, lui e Ottone dividono il feudo. Ad Enrico spettarono le porzioni occidentali dei domini paterni, una fascia di territorio che da Finale Ligure arrivava quasi ad Alba, passando per Osiglia, Millesimo, Camerana, Clavesana e Novello. Rimase in comune il possesso del castello di Carcare, che presidiava l'attraversamento della Bormida di Spigno e assicurava i pedaggi, e il territorio ligure fra Vado e Noli, con il castello del Segno, a cui facevano capo i redditizi commerci provenienti dallo scalo nella baia di Vado. A differenza di Ottone, che si appoggia alle potenze comunali limitrofe, Enrico gode di un feudo coeso e strategicamente rilevante, permettendogli di adottare una politica indipendente e astuta nel panorama subalpino.
Nel 1190, un documento rivela la restituzione del castello di Cengio, sottrattogli da un certo Anselmo durante la sua assenza in Oriente. La data e il motivo del suo viaggio in Oriente rimangono incerti. Di fronte alle richieste di autonomia da Noli, opta per la vendita di diritti signorili in cambio di somme considerevoli. Tra il 1188 e il 1193 cede vari diritti, inclusi quelli sul mercato del grano e la giustizia criminale, mantenendo però alcune prerogative minori. Queste cessioni marcano la fine della sua signoria su Noli, formalizzata nel 1196 con un diploma dell'imperatore Enrico VI di Svevia. Nonostante la perdita di un importante sbocco marittimo, Enrico mantiene il controllo di un feudo cruciale, attraversato da una strada commerciale vitale e dotato del porto del Finale, una preziosa alternativa al monopolio di Genova.
Il 12 maggio 1191, stringe un'alleanza con Asti, cedendo terreni e impegnandosi a proteggere i mercanti. Durante le ostilità tra Asti e il marchese del Monferrato, si schiera con Asti e contribuisce a negoziati significativi, come la cessione di Romanisio da parte di Manfredo II di Saluzzo.
Durante gli anni successivi, si intensificano le dispute con Noli per il controllo del castello di Segno, culminando il 8 aprile 1198 con la cessione del castello con la promessa di libero passaggio sulle sue strade. Nel luglio dello stesso anno, una coalizione di città rivali gli si oppone, testimoniando la sua crescente influenza politica.
Nel corso degli anni seguenti mantenne saldi rapporti con Alba, e si unì ad un'alleanza formata nel settembre 1204. Questo accordo includeva Alba, Guglielmo VI del Monferrato, Manfredo II di Saluzzo e altri marchesi, uniti contro Asti e Cuneo. Nonostante ciò il predominio di questi ultimi due Comuni divenne evidente quando, nel 1206, Enrico II dovette concedere ad Asti il libero passaggio sulle sue strade e promettere supporto militare contro Alba, sua alleata fino a quel momento. Fino a quando l'influenza di Alba non divenne una minaccia per i suoi interessi, si adoperò per assicurare il passaggio libero ai mercanti di entrambe le città nemiche sulle sue strade, un'azione che incrementava significativamente i suoi introiti doganali. In questa delicata rete di alleanze e rivalità, il 5 settembre 1209, si impegnò a proteggere Alba dalle ambizioni di Asti e a garantire il libero transito ai mercanti di quest'ultima. In un gesto che precedette questo impegno, il 21 agosto 1209, aveva trasferito ad Alba i castelli di Arguello, Feisoglio e Cravanzana, situati nell'alta Langa e strategici per la via verso Savona, ricevendo in cambio 300 lire astesi.
Con l'arrivo di Ottone IV in Italia, Enrico si unisce all'esercito imperiale. Quando scoppia il conflitto tra Ottone e Federico II di Svevia, si schiera con quest'ultimo, diventando un fedele sostenitore. Nel 1213, rinnova il suo impegno commerciale con Asti, dimostrando la sua abilità nel navigare il complesso scenario politico. Entra in conflitto con il marchese Guglielmo del Monferrato per questioni di vassallaggio, risolvendole nel 1216 con un accordo finanziario. In quello stesso anno, consolida alleanze con Alessandria e Vercelli e rinnova un trattato commerciale con Asti, evidenziando la sua influenza nella regione.
Nel tentativo di creare una solida roccaforte nel Finale, fonda il Burgus Finarii nel 1188 e il borgo di Millesimo nel 1206, insieme alla costruzione di un monastero. Queste iniziative lo pongono in contrasto con Genova, che mira al monopolio commerciale marittimo. Nel 1217, Genova lo sfida per le sue costruzioni fortificate, mentre nel 1218 è costretto a cedere il castello di Segno e altri beni al Comune di Noli. Nel frattempo, rafforza il suo controllo su altri castelli, entrando in accordo con Alba per il riconoscimento dei suoi possedimenti. Tuttavia, nel 1224, Alba ottiene tramite sentenza arbitrale il possesso dei castelli di Novello e Monforte, obbligando Enrico a nuove trattative.
Di fronte alla perdita dei castelli di Novello e Monforte, Enrico II si avvicina ulteriormente ad Asti e si allontana da Bonifacio II del Monferrato. Nel 1223, gioca un ruolo cruciale nel riavvicinamento tra Tommaso I di Savoia e Asti. Questa mediazione si concretizza nel 1225 con la donazione del castello di Fontane ad Asti e la partecipazione a una commissione per risolvere questioni pendenti, tra cui la disputa sul castello di Lequio. L'arrivo di Federico II in Italia scuote l'equilibrio delle alleanze. Tommaso I di Savoia si allinea a Federico II, probabilmente influenzato da Enrico, che rinnova il suo sostegno alla famiglia sveva. Nel 1226, riceve dallo stesso Federico II la riconferma dei diritti sulla marca di Savona. Partecipa poi a importanti accordi tra Tommaso e diversi Comuni, posizionandosi contro l'espansionismo genovese. La ribellione contro Genova, però, si rivela effimera. La sconfitta a Savona nel 1227 costringe Enrico II a sottomettersi, giurando fedeltà a Genova. Un incidente procedurale nel 1228 lo obbliga a rinnovare il giuramento l'anno successivo, rispettando il testo originale del 1182.
Entra in una coalizione contro Alessandria e Alba nel 1228, impegnandosi nella lotta per i castelli contesi. Nonostante gli sforzi, le ostilità continuano, evidenziando divergenze tra lui e Asti, che cercano di risolvere tramite arbitrato genovese. Nel 1231, Asti gli cede il castello di Lequio.
Muore prima del 1233, lasciando una sostanziosa eredità.

## Matrimonio e discendenza
Enrico II si sposò due volte, nel 1181 con Simona Guercio, figlia del genovese Baldovino; in seconde nozze sposò Agata di Ginevra, figlia del conte Guglielmo I di Ginevra e sorella di Beatrice, moglie di Tommaso I di Savoia.
Dai matrimoni nacquero:
- Sofia (*? †?), sposata al marchese Guglielmo III di Ceva;
- Giacomo (*1215 †1268);
- Beatrice (*? †?), andata sposa a Guillaume Gratapaille di Clery, al quale il Comune di Alba infeudò i castelli di Arguello, Cravanzana, Bozzolasco e Niella.

## Ascendenza
|                            |                          |                             | Genitori                         |  |  | Nonni |  |  | Bisnonni          |  |  | Trisnonni                  |  |
|                            |                          |                             |                                  |  |  |       |  |  | Ottone III (Tete) |  |  | Anselmo III del Monferrato |  |
|                            |                          |                             |                                  |  |  |       |  |  | Ottone III (Tete) |  |  | Anselmo III del Monferrato |  |
|                            |                          | N.N.                        |                                  |  |  |       |  |  | Ottone III (Tete) |  |  |                            |  |
| Bonifacio Del Vasto        |                          |                             |                                  |  |  |       |  |  | Ottone III (Tete) |  |  |                            |  |
|                            |                          | Berta di Torino             | Olderico Manfredi II             |  |  |       |  |  |                   |  |  |                            |  |
|                            |                          | Berta di Torino             | Olderico Manfredi II             |  |  |       |  |  |                   |  |  |                            |  |
|                            |                          | Berta di Torino             | Berta di Milano                  |  |  |       |  |  |                   |  |  |                            |  |
| Enrico I                   |                          | Berta di Torino             |                                  |  |  |       |  |  |                   |  |  |                            |  |
|                            |                          | Ugo I di Vermandois         | Enrico I di Francia              |  |  |       |  |  |                   |  |  |                            |  |
|                            |                          | Ugo I di Vermandois         | Enrico I di Francia              |  |  |       |  |  |                   |  |  |                            |  |
|                            |                          | Ugo I di Vermandois         | Anna di Kiev                     |  |  |       |  |  |                   |  |  |                            |  |
| Agnese di Vermandois       |                          | Ugo I di Vermandois         |                                  |  |  |       |  |  |                   |  |  |                            |  |
|                            |                          | Adelaide di Vermandois      | Erberto IV di Vermandois         |  |  |       |  |  |                   |  |  |                            |  |
|                            |                          | Adelaide di Vermandois      | Erberto IV di Vermandois         |  |  |       |  |  |                   |  |  |                            |  |
|                            |                          | Adelaide di Vermandois      | Adelaide del Vexim (o di Valois) |  |  |       |  |  |                   |  |  |                            |  |
| Enrico II Del Carretto     |                          | Adelaide di Vermandois      |                                  |  |  |       |  |  |                   |  |  |                            |  |
|                            | Ranieri I del Monferrato | Guglielmo IV del Monferrato |                                  |  |  |       |  |  |                   |  |  |                            |  |
|                            | Ranieri I del Monferrato | Guglielmo IV del Monferrato |                                  |  |  |       |  |  |                   |  |  |                            |  |
|                            | Ranieri I del Monferrato | Otta di Agliè               |                                  |  |  |       |  |  |                   |  |  |                            |  |
| Guglielmo V del Monferrato | Ranieri I del Monferrato |                             |                                  |  |  |       |  |  |                   |  |  |                            |  |
|                            |                          | Gisella di Borgogna         | Guglielmo I di Borgogna          |  |  |       |  |  |                   |  |  |                            |  |
|                            |                          | Gisella di Borgogna         | Guglielmo I di Borgogna          |  |  |       |  |  |                   |  |  |                            |  |
|                            |                          | Gisella di Borgogna         | Stefania di Borgogna             |  |  |       |  |  |                   |  |  |                            |  |
| Beatrice del Monferrato    |                          | Gisella di Borgogna         |                                  |  |  |       |  |  |                   |  |  |                            |  |
|                            |                          | Leopoldo III di Babenberg   | Leopoldo II di Babenberg         |  |  |       |  |  |                   |  |  |                            |  |
|                            |                          | Leopoldo III di Babenberg   | Leopoldo II di Babenberg         |  |  |       |  |  |                   |  |  |                            |  |
|                            |                          | Leopoldo III di Babenberg   | Ida di Formbach-Ratelnberg       |  |  |       |  |  |                   |  |  |                            |  |
| Giuditta di Babenberg      |                          | Leopoldo III di Babenberg   |                                  |  |  |       |  |  |                   |  |  |                            |  |
|                            |                          | Agnese di Waiblingen        | Enrico IV di Franconia           |  |  |       |  |  |                   |  |  |                            |  |
|                            |                          | Agnese di Waiblingen        | Enrico IV di Franconia           |  |  |       |  |  |                   |  |  |                            |  |
|                            |                          | Agnese di Waiblingen        | Berta di Savoia                  |  |  |       |  |  |                   |  |  |                            |  |
|                            |                          | Agnese di Waiblingen        |                                  |  |  |       |  |  |                   |  |  |                            |  |